# 卡洛爾鎮區 (愛荷華州泰馬縣)
卡洛爾鎮區（英語：Carroll Township）是位於美國愛荷華州泰馬縣的一個行政鎮區。

## 地方資料
根據2010年美國人口普查的數據，卡洛爾鎮區的面積為94.03平方千米，當中陸地面積為93.79平方千米，而水域面積為0.24平方千米。當地共有人口261人，而人口密度為每平方千米2.78人。